# SN 2001hs
SN 2001hs – supernowa odkryta 12 listopada 2001 roku w galaktyce A043922-0132. W momencie odkrycia miała maksymalną jasność 24,20m.